# Stanisław Popowski
Stanisław Popowski, także Stanisław Torokan-Popowski (ur. 21 czerwca?/3 lipca 1894 w Żmerynce, zm. 16 maja 1953 w Łodzi) – profesor pediatrii, Sprawiedliwy wśród Narodów Świata.

## Życiorys
Stanisław Popowski ukończył gimnazjum w Kijowie, a następnie w latach 1913–1917 studiował medycynę na Uniwersytecie Kijowskim, jednocześnie utrzymując się z korepetycji. Studia ukończył z wyróżnieniem. Następnie służył jako lekarz w Wojsku Polskim, brał m.in. udział w obronie Warszawy. Po demobilizacji podjął pracę w Klinice Chorób Dziecięcych Uniwersytetu Warszawskiego. W 1932 uzyskał stopień doktora w oparciu o pracę pt. „Gruźlica dzieci”. W 1939 uzyskał stopień doktora habilitowanego (tytuł rozprawy habilitacyjnej: „Toksyna błonicza w świetle badań biochemicznych”).
Podczas II wojny światowej wziął udział w kampanii wrześniowej będąc oficerem i lekarzem. W Brześciu nad Bugiem dostał się do niewoli radzieckiej, z której udało mu się uciec. Po zajęciu Warszawy przez okupantów powrócił do miasta, gdzie podjął się pracy w klinice, a następnie został ordynatorem szpitala przy ul. Śliskiej 51. Jednocześnie pracował jako wykładowca wydziału lekarskiego Tajnego Uniwersytetu Warszawskiego i Uniwersytetu Ziem Zachodnich. Podczas wojny zaangażowany był również w działalność tajnego Komitetu Porozumiewawczego Lekarzy Demokratów i Socjalistów oraz był członkiem Żegoty. Uczestniczył w ratowaniu dzieci Zamojszczyzny. Działał na rzecz dostarczania leków więźniom Pawiaka i Auschwitz-Birkenau.
Popowski działał w wywiadzie Armii Krajowej w formacji „Lombard” oraz organizował pomoc lekarską dla warszawskiego getta. Stanisław Popowski, jego żona i córka ukrywali żydowskich lekarzy w swoim mieszkaniu, za co oboje zostali odznaczeni medalami „Sprawiedliwy Wśród Narodów Świata” z inicjatywy Bianki Perlmutter. Popowscy dla ukrywanych zdobywali fałszywe akty urodzenia i zapewniali pomoc medyczną. Uratowani przez nich zostali m.in.: prof. Henryk Brokman wraz z żoną i córkami, Janina Jasińska – córka Seweryna Sterlinga, Zofia Rudkowska-Fuchs wraz z mężem, Seweryn Oxner z żoną i synem, Ludwik Hirszfeld wraz z żoną Hanną Hirszfeld. Ponadto Popowski zaangażowany był w ratowanie dzieci z getta warszawskiego, we współpracy z Matyldą Getter. Nie sposób jednoznacznie oszacować liczby uratowanych dzieci przez Popowskiego i Getter. Według prof. Marii Gołębiowskiej były to setki lub tysiące.
Popowscy w trakcie powstania warszawskiego po opanowaniu Ochoty przez oddziały RONA trafili do obozu przejściowego na Zieleniaku w Warszawie, następnie do obozu przejściowego w Pruszkowie, skąd przewieziono ich do obozu pracy w kamieniołomach we Friedlandzie (obecnie Mieroszowie), będącego filią KL Gross-Rosen. Popowski uciekł z obozu. W czerwcu 1945 powrócił do Warszawy, gdzie podjął się ponownie pracy w Klinice Chorób Dzieci. Następnie przeniósł się do Łodzi, gdzie 14 lutego 1946 uzyskał nominację na profesora na Wydziale Lekarskim Uniwersytetu Łódzkiego oraz został kierownikiem Katedry i Kliniki Chorób Dzieci Uniwersytetu Łódzkiego i współorganizatorem Wydziału Lekarskiego.
Był prezesem Naukowego Towarzystwa Lekarskiego w Łodzi i członkiem Łódzkiego Towarzystwa Naukowego.
W ciągu całej swojej kariery naukowej Stanisław Popowski napisał 46 publikacji naukowych.

## Życie prywatne
Ojcem Stanisława Popowskiego był Michał Bolesław Popowski, matką zaś Anna z domu Ośmiałowska. Popowski miał starszego brata – Stanisława Bolesława Popowskiego, który również był lekarzem. Żoną Stanisława Popowskiego była Maria z domu Grabowska, z którą miał córkę Hannę. Popowscy w Warszawie mieszkali przy ul. Raszyńskiej 58/9.
Stanisław Popowski został pochowany na cmentarzu Doły w Łodzi.

## Upamiętnienie
- Wojewódzki Specjalistyczny Szpital Dziecięcy w Olsztynie nosi imię profesora Stanisława Popowskiego[3].
- W latach 70. XX w. jedną z ulic w Łodzi nazwano ul. Stanisława Popowskiego[8],
- Stanisław Popowski został upamiętniony tablicą pamiątkową w Szpitalu im. Marii Konopnickiej przy ul. Spornej w Łodzi[1].
- Wspomnienia Bianki Perlmutter pt. „Pod opieką doktora”, związane ze Stanisławem Popowskim, zamieszczone zostały w zbiorowym wydaniu „Heroes of the Holocaust” pod redakcją Arnolda Geiera[9].

## Odznaczenia
- Krzyż Kawalerski Orderu Odrodzenia Polski (1950),
- Państwowa Nagroda Naukowa (1951)[6],
- Sprawiedliwy wśród Narodów Świata (1991)[4].